# A Tua Cara não me é Estranha (6.ª edição)
A sexta edição de A Tua Cara não me é Estranha em Portugal estreou a 19 de maio de 2019. Transmitida na TVI e produzida pela Endemol Portugal, Manuel Luís Goucha e Cristina Ferreira são substituídos pela primeira vez na apresentação por Maria Cerqueira Gomes 
Ao contrário das duas edições anteriores o programa volta a ser emitido em direto e aos domingos à noite. O painel de jurados foi totalmente renovado, o que quer dizer que Luís Jardim, Alexandra Lencastre e José Carlos Pereira são substituídos por Fernando Pereira, Rita Pereira e Rui Maria Pêgo após terem sido júris de todos as edições anteriores.
O grupo de concorrentes foi oficializado a 15 e 16 de maio, no programa Você na TV!

## Júri
| Jurado           | Idade   | Ocupação              |
| ---------------- | ------- | --------------------- |
| Fernando Pereira | 60 anos | Cantor                |
| Rita Pereira     | 37 anos | Atriz e Apresentadora |
| Rui Maria Pêgo   | 30 anos | Locutor               |

## Concorrentes
| Nome            | Idade   | Ocupação                         |
| --------------- | ------- | -------------------------------- |
| Pedro Fernandes | 41 anos | Apresentador, Locutor, Humorista |
| Paulo Battista  | 40 anos | Alfaiate                         |
| Inês Herédia    | 30 anos | Atriz e Cantora                  |
| Leandro         | 32 anos | Cantor                           |
| Diogo Branco    | 29 anos | Ator                             |
| Soraia Tavares  | 25 anos | Atriz e Cantora                  |
| Matilde Breyner | 35 anos | Atriz                            |
| Bárbara Branco  | 19 anos | Atriz                            |

## Audiências
| Gala | Transmissão         | Rating | Share | Nº Espetadores |
| ---- | ------------------- | ------ | ----- | -------------- |
| 1    | 19 de maio de 2019  | 10.3%  | 25.0% | 978 500        |
| 2    | 26 de maio de 2019  | 9.2%   | 22.3% | 874 000        |
| 3    | 2 de junho de 2019  | 8.3%   | 22.0% | 788 500        |
| 4    | 9 de junho de 2019  | 6.0%   | 15.7% | 570 000        |
| 5    | 16 de junho de 2019 | 7.3%   | 18.6% | 693 500        |
| 6    | 23 de junho de 2019 | 6.7%   | 17.5% | 636 500        |
| 7    | 30 de junho de 2019 | 7.7%   | 19.0% | 731 500        |
| 8    | 7 de julho de 2019  | 7.5%   | 18.2% | 712 500        |
| 9    | 14 de julho de 2019 | 8.1%   | 20.0% | 769 500        |
| 10   | 21 de julho de 2019 | 7.3%   | 18.4% | 693 500        |
| 11   | 28 de julho de 2019 | 8.9%   | 21.2% | 845 500        |